# Através da Flandres
Através da Flandres (oficialmente Dwars door Vlaanderen) é uma corrida anual de ciclismo de estrada na região da Flandres, na Bélgica e faz parte do UCI World Tour.
A corrida (chamada "Através da Bélgica" até 1999) disputa-se numa única etapa, com o formato de clássica, durante o mês de março. Disputa-se desde 1945 ininterruptamente, excepto em 1971, que não se disputou. 

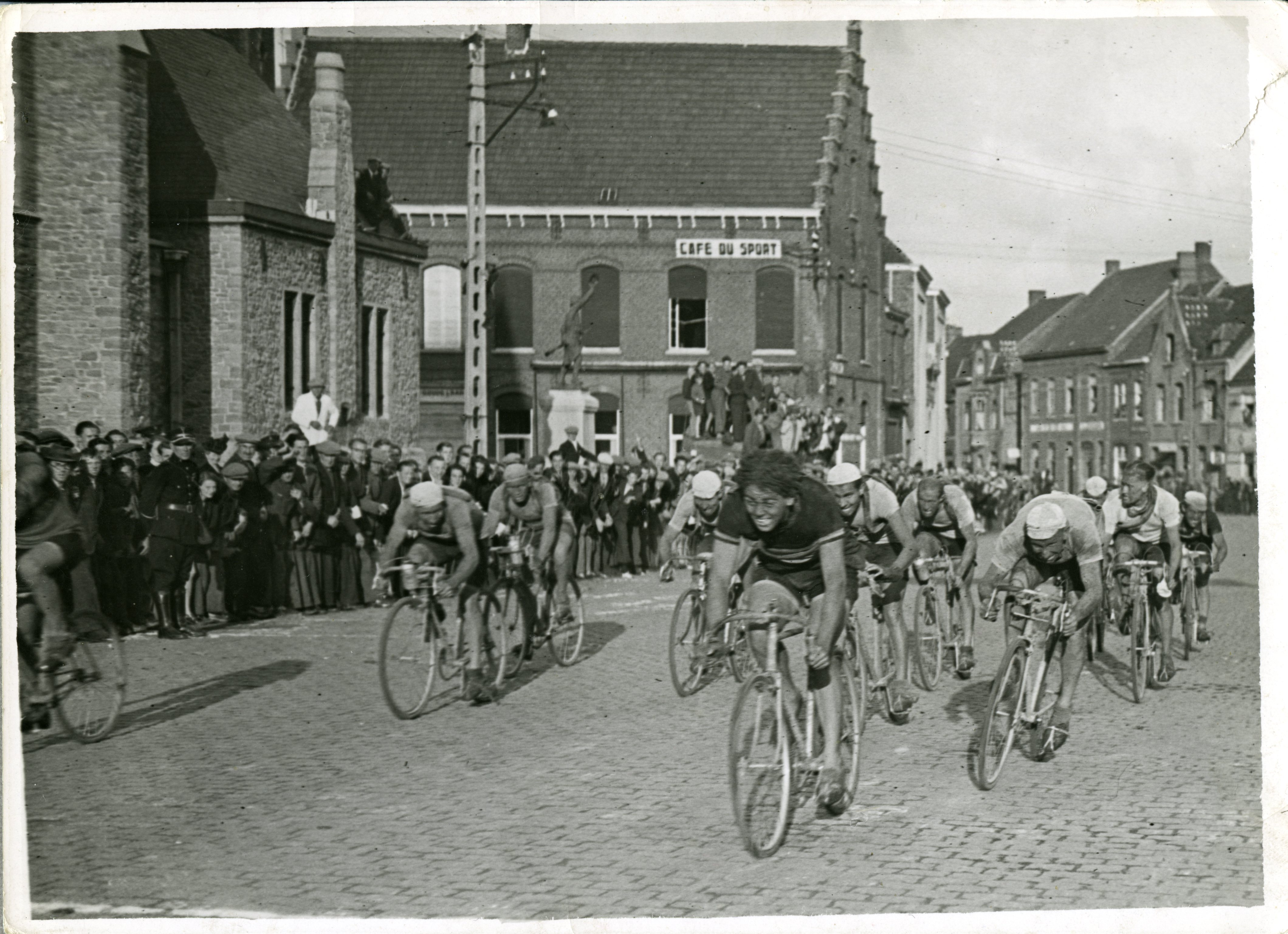
Rik Van Steenbergen vence a primeira edição do Através da Bélgica, 1945

Desde a criação dos Circuitos Continentais UCI em 2005 fez parte do UCI Europe Tour primeiro dentro da categoria 1.1 e depois, desde 2013 até 2016, dentro da 1.hc (máxima categoria destes circuitos). Em 2017 ascendeu de categoria e passou a fazer parte do UCI World Tour.
Em 2012 criou-se uma edição feminina amador com o mesmo nome que sua homónima masculina até que em 2014 se chamou oficialmente Dwars door Vlaanderen-Grote Prijs Stad Waregeme em 2017 entrou a fazer parte do Calendário UCI Feminino sob categoria 1.1.
Tradicionalmente toma a saída na localidade de Roeselare e tem a meta situada em Waregem. É uma prova dura devido aos constantes trechos de pavé que compartilha com outras carreiras, como o Volta à Flandres.

## Palmarés
| Ano                       | Vencedor               | Segundo                | Terceiro                 |           |
| ------------------------- | ---------------------- | ---------------------- | ------------------------ | --------- |
| 1945                      | Rik Van Steenbergen    | Albéric Schotte        | Norbert Callens          |           |
| 1946                      | Maurice Desimpelaere   | Norbert Callens        | Albéric Schotte          |           |
| 1947                      | Albert Sercu           | Julien Van Dijcke      | Émile Masson junior      |           |
| 1948                      | André Rosseel          | Florent Mathieu        | Roger Desmet             |           |
| 1949                      | Raymond Impanis        | Lionel Van Brabant     | Maurice Mollin           |           |
| 1950                      | André Rosseel          | Emiel Van der Veken    | Jules Depoorter          |           |
| 1951                      | Raymond Impanis        | Marcel Hendrickx       | André Rosseel            |           |
| 1952                      | André Maelbrancke      | Lode Wouters           | Karel De Baere           |           |
| 1953                      | Albéric Schotte        | Adrie Voorting         | Marcel De Mulder         |           |
| 1954                      | Germain Derycke        | Albéric Schotte        | Florent Rondelé          |           |
| 1955                      | Albéric Schotte        | Fred De Bruyne         | Alfons Van den Brande    |           |
| 1956                      | Lucien Demunster       | Frans Schoubben        | André Rosseel            |           |
| 1957                      | Noël Foré              | Michel Van Aerde       | André Noyelle            |           |
| 1958                      | André Vlaeyen          | Norbert Van Tieghem    | Ernest Heyvaert          |           |
| 1959                      | Roger Baens            | Louis Proost           | Albéric Schotte          |           |
| 1960                      | Arthur Decabooter      | Edgard Sorgeloos       | Julien Schepens          |           |
| 1961                      | Maurice Meuleman       | Romain Van Wynsberghe  | Leon Vandaele            |           |
| 1962                      | Martin Van Geneugden   | Piet Rentmeester       | Piet van Est             |           |
| 1963                      | Clément Roman          | Dieter Puschel         | Robert Seneca            |           |
| 1964                      | Piet van Est           | Etienne Vercauteren    | Jos Dewit                |           |
| 1965                      | Alfons Hermans         | Julien Haelterman      | Roger De Breuker         |           |
| 1966                      | Walter Godefroot       | Willy Bocklant         | Peter Post               |           |
| 1967                      | Daniel Van Ryckeghem   | Georges Vandenberghe   | Joseph Spruyt            |           |
| 1968                      | Walter Godefroot       | Willy Monty            | Bernard Van De Kerckhove |           |
| 1969                      | Eric Leman             | Albert Van Vlierberghe | Willy Van Neste          |           |
| 1970                      | Daniel Van Ryckeghem   | Eric Leman             | Frans Verbeeck           |           |
| 1971 edição não realizada |                        |                        |                          |           |
| 1972                      | Marc Demeyer           | Noël Vantyghem         | Eddy Verstraeten         |           |
| 1973                      | Roger Loysch           | Jozef Abelshausen      | Freddy Maertens          |           |
| 1974                      | Louis Verreydt         | Ronald De Witte        | René Pijnen              |           |
| 1975                      | Cees Priem             | Tino Tabak             | Roger Swerts             |           |
| 1976                      | Willy Planckaert       | Marc Demeyer           | Walter Planckaert        |           |
| 1977                      | Walter Planckaert      | Eric Leman             | Marc Demeyer             |           |
| 1978                      | Jos Schipper           | Frank Hoste            | Guido Van Sweevelt       |           |
| 1979                      | Gustaaf Van Roosbroeck | Walter Planckaert      | Jan Raas                 |           |
| 1980                      | Johan van der Meer     | Jan Raas               | Guido Van Sweevelt       |           |
| 1981                      | Frank Hoste            | Cees Priem             | Gerrit Van Gestel        |           |
| 1982                      | Jan Raas               | Jean-Luc Vandenbroucke | Eddy Vanhaerens          |           |
| 1983                      | Etienne De Wilde       | Jan Raas               | Eric Vanderaerden        |           |
| 1984                      | Walter Planckaert      | Rudy Matthijs          | Marc Sergeant            |           |
| 1985                      | Eddy Planckaert        | Eric Vanderaerden      | Jozef Lieckens           |           |
| 1986                      | Eric Vanderaerden      | Adri van der Poel      | Peter Stevenhaagen       |           |
| 1987                      | Jelle Nijdam           | Herman Frison          | Sean Kelly               |           |
| 1988                      | John Talen             | Alfons De Wolf         | Nico Verhoeven           |           |
| 1989                      | Dirk De Wolf           | Theo de Rooij          | Johan Museeuw            |           |
| 1990                      | Edwig Van Hooydonck    | Adri van der Poel      | Marc Sergeant            |           |
| 1991                      | Eric Vanderaerden      | Uwe Raab               | Remig Stumpf             |           |
| 1992                      | Olaf Ludwig            | Michel Zanoli          | Jean-Pierre Heynderickx  |           |
| 1993                      | Johan Museeuw          | Franco Ballerini       | Jo Planckaert            |           |
| 1994                      | Carlo Bomans           | Marc Sergeant          | Ludwig Willems           |           |
| 1995                      | Jelle Nijdam           | Tom Steels             | Adriano Baffi            |           |
| 1996                      | Tristan Hoffman        | Edwig Van Hooydonck    | Brian Holm               |           |
| 1997                      | Andrei Tchmil          | Ludovic Auger          | Hans De Clercq           |           |
| 1998                      | Tom Steels             | Johan Capiot           | Andrei Tchmil            |           |
| 1999                      | Johan Museeuw          | Michel Vanhaecke       | Chris Peers              |           |
| 2000                      | Tristan Hoffman        | Peter Van Petegem      | Lars Michaelsen          |           |
| 2001                      | Niko Eeckhout          | Wilfried Peeters       | Arvis Piziks             |           |
| 2002                      | Baden Cooke            | László Bodrogi         | Jo Planckaert            |           |
| 2003                      | Robbie McEwen          | Baden Cooke            | Max van Heeswijk         |           |
| 2004                      | Ludovic Capelle        | Jaan Kirsipuu          | Roger Hammond            |           |
| 2005                      | Niko Eeckhout          | Roger Hammond          | Gabriele Balducci        |           |
| 2006                      | Frederik Veuchelen     | Jeremy Hunt            | Lloyd Mondory            |           |
| 2007                      | Tom Boonen             | Niko Eeckhout          | Stuart O'Grady           |           |
| 2008                      | Sylvain Chavanel       | Steven de Jongh        | Niko Eeckhout            |           |
| 2009                      | Kevin Van Impe         | Niko Eeckhout          | Tom Boonen               |           |
| 2010                      | Matti Breschel         | Björn Leukemans        | Niki Terpstra            |           |
| 2011                      | Nick Nuyens            | Geraint Thomas         | Tyler Farrar             |           |
| 2012                      | Niki Terpstra          | Sylvain Chavanel       | Koen de Kort             |           |
| 2013                      | Oscar Gatto            | Borut Božič            | Mathew Hayman            |           |
| 2014                      | Niki Terpstra          | Tyler Farrar           | Borut Božič              |           |
| 2015                      | Jelle Wallays          | Edward Theuns          | Dylan van Baarle         |           |
| 2016                      | Jens Debusschere       | Bryan Coquard          | Edward Theuns            |           |
| 2017                      | Yves Lampaert          | Philippe Gilbert       | Alexey Lutsenko          |           |
| 2018                      | Yves Lampaert          | Mike Teunissen         | Sep Vanmarcke            |           |
| 2019                      | Mathieu van der Poel   | Anthony Turgis         | Bob Jungels              |           |
| 2020                      | cancelado              | cancelado              | cancelado                | cancelado |
| 2021                      | Dylan van Baarle       | Christophe Laporte     | Tim Merlier              |           |
| 2022                      | Mathieu van der Poel   | Tiesj Benoot           | Thomas Pidcock           |           |
| 2023                      | Christophe Laporte     | Oier Lazkano           | Neilson Powless          |           |
| 2024                      | Matteo Jorgenson       | Jonas Abrahamsen       | Stefan Küng              |           |
| 2025                      |                        |                        |                          |           |

## Estatísticas

### Mais vitórias
| Ciclista             | Vitórias | Anos        |
| -------------------- | -------- | ----------- |
| André Rosseel        | 2        | 1948 e 1950 |
| Raymond Impanis      | 2        | 1949 e 1951 |
| Albéric Schotte      | 2        | 1953 e 1955 |
| Walter Godefroot     | 2        | 1966 e 1968 |
| Daniel Van Ryckeghem | 2        | 1967 e 1970 |
| Walter Planckaert    | 2        | 1977 e 1984 |
| Eric Vanderaerden    | 2        | 1986 e 1991 |
| Jelle Nijdam         | 2        | 1987 e 1995 |
| Johan Museeuw        | 2        | 1993 e 1999 |
| Tristan Hoffman      | 2        | 1996 e 2000 |
| Niko Eeckhout        | 2        | 2001 e 2005 |
| Niki Terpstra        | 2        | 2012 e 2014 |
| Yves Lampaert        | 2        | 2017 e 2018 |
| Mathieu van der Poel | 2        | 2019 e 2022 |

Em negrito corredores activos.

### Vitórias consecutivas
- Duas vitórias seguidas:
  -  Yves Lampaert (2017, 2018)

## Palmarés por países
Actualizado após edição de 2024
| País           | Vitórias | Último vencedor              |
| -------------- | -------- | ---------------------------- |
| Bélgica        | 54       | Yves Lampaert em 2018        |
| Países Baixos  | 15       | Mathieu van der Poel em 2022 |
| Austrália      | 2        | Robbie McEwen em 2003        |
| França         | 2        | Christophe Laporte em 2023   |
| Alemanha       | 1        | Olaf Ludwig em 1992          |
| Ucrânia        | 1        | Andrei Tchmil em 1997        |
| Dinamarca      | 1        | Matti Breschel em 2010       |
| Itália         | 1        | Oscar Gatto em 2013          |
| Estados Unidos | 1        | Matteo Jorgenson em 2024     |